# Jan Hendrix
Jan Hendrix (Maasbree, 1949) es un artista neerlandés que ha vivido y trabajado en México desde 1978. Hendrix recibió la Orden Mexicana del Águila Azteca por parte del  Gobierno mexicano por su trabajo en el arte y la arquitectura.

## Trabajos publicados
Ha colaborado con varios escritores para diseñar e ilustrar sus libros, incluyendo a Gabriel García Márquez, Seamus Heaney y cuyos libros contienen trabajo publicado en México, España e Inglaterra. Este incluye "La Rama Dorada" (1992), "Luz de las Hojas" (1999), "Vivir Para Contarla" (2004) y "Después de la Naturaleza" (Versión en Español) en 2005. Muchos contienen serigrafías.

## Obra arquitectónica
Parte de su trabajo desde los 2000, está relacionado con los murales y otros relacionados con la arquitectura, colaborando varios arquitectos. Su primer proyecto arquitectónico fue en el Hotel Habita, trabajando con Enrique Norten y Bernardo Gómez Pimienta. Hizo murales esmaltados en el Edificio del Parque Punta y el mural de entrada del Edificio Atelier en Santa Fe (Distrito Federal). El mejor diseño de luz diseñado por Hendrix, es el de la Biblioteca Rosario Castellanos, es el elemento más atractivo de la Centro cultural en la Colonia Condesa. Está hecho de vidrio, con formas abstractas en blanco y negro y crea la sensación de estar debajo de una selva. Trabajó en la fachada de la Universidad Autónoma Metropolitana Unidad Iztapalapa, así como la fachada del Centro de diseño cine y televisión en la Ciudad de México. Colaboró en la película de Arditti para el Museo Memoria y Tolerancia (México) y con el arquitecto Ricardo Legorreta para el centro estudiantil de la Qatar Foundation.

## Otras actividades
En los años 1990, trabajó en los diseños de la Compañía Nacional de Teatro con compañía de Alejandro Luna, así como para hacer el monólogo de Keisho/Maquillaje en la Ciudad de México.  De los 1970 hasta el presente, ha sido juez de lectura en la Akademie voor Kunst en Industrie en Enschede, en los Países Bajos, ha trabajado en el Centro de Investigación y Experimentación Plástica en la Ciudad de México, la Academia Jan Van Eyck en Mastrique, el Centro Nacional de las Artes en la Ciudad de México,  Bilboarte en Bilbao (España) y el Centro Cultural Tijuana, en Tijuana, México. Su primera residencia fue en 1999 en la Villa Serbelloni en Bellagio entregada por la Fundación Rockefeller. Otros desde que estuvo en el Budanon Trust en Budanon, Australia, Centro de las Arte de San Agustín en San Agustín, Oaxaca y la Fundación César Marique en Lanzarote, Islas Canarias. En el 2006, fue conservador de la exhibición "Alarca", con 54 artistas contemporáneos. Talavera de la Reyna en el Museo Nacional de Artes Finas en Pekín. Ha sido parte del Sistema Nacional de Creadores de Arte de 1993 a 1999 y de nuevo del 2004 al 2017.

## Reconocimientos
En 2012, el artista recibió la Orden Mexicana del Águila Azteca en grado de insignia, el más grande galardón otorgado en México a los extranjeros por su trabajo en arte y arquitectura. Es el tercer holandés en recibir este premio.